# Peyreleau
Peyreleau är en kommun i departementet Aveyron i regionen Occitanien i södra Frankrike. Kommunen ligger  i kantonen Peyreleau som ligger i arrondissementet Millau. År 2022 hade Peyreleau 71 invånare.

## Befolkningsutveckling
Antalet invånare i kommunen Peyreleau
Referens: INSEE

## Galleri

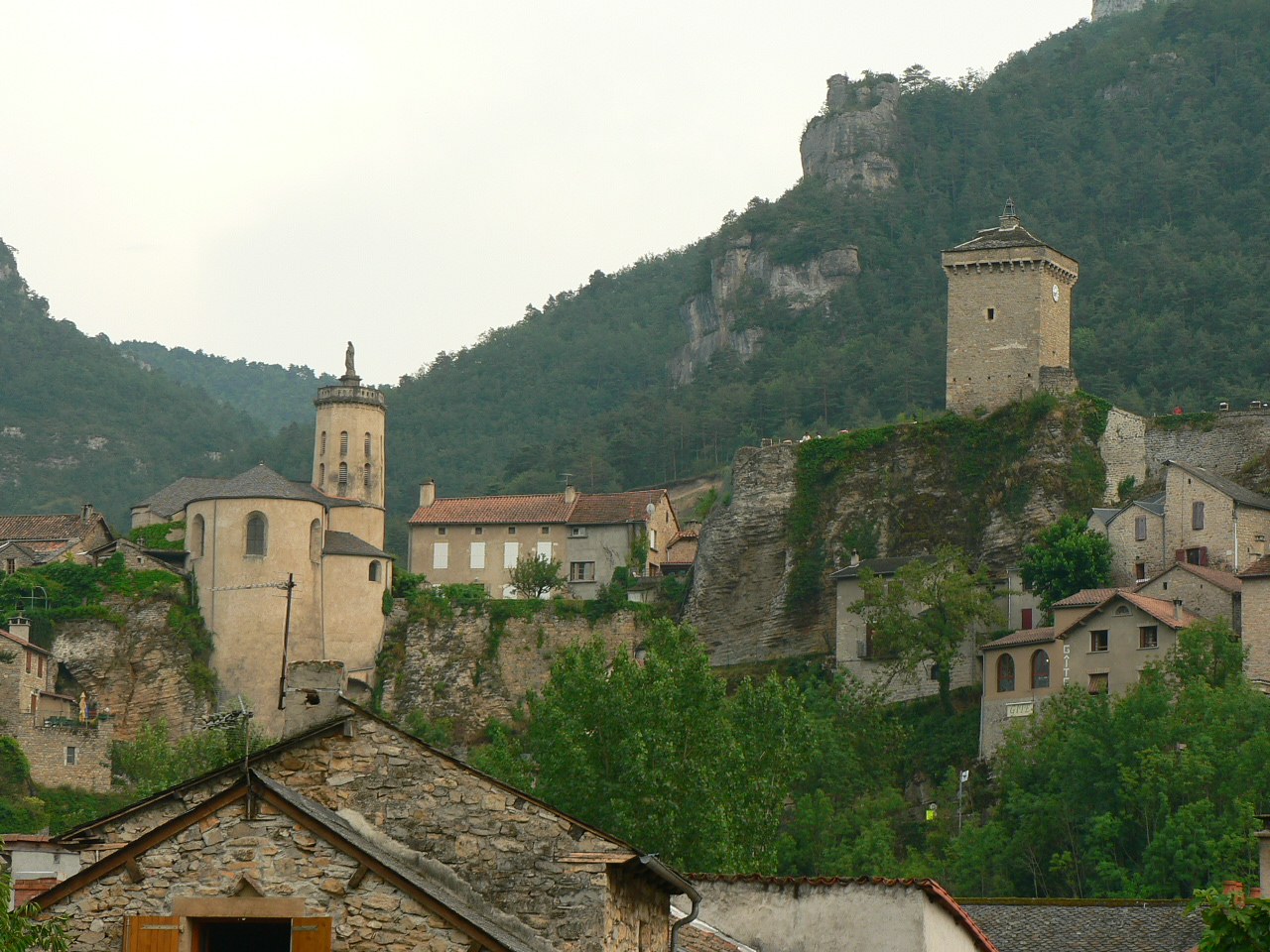
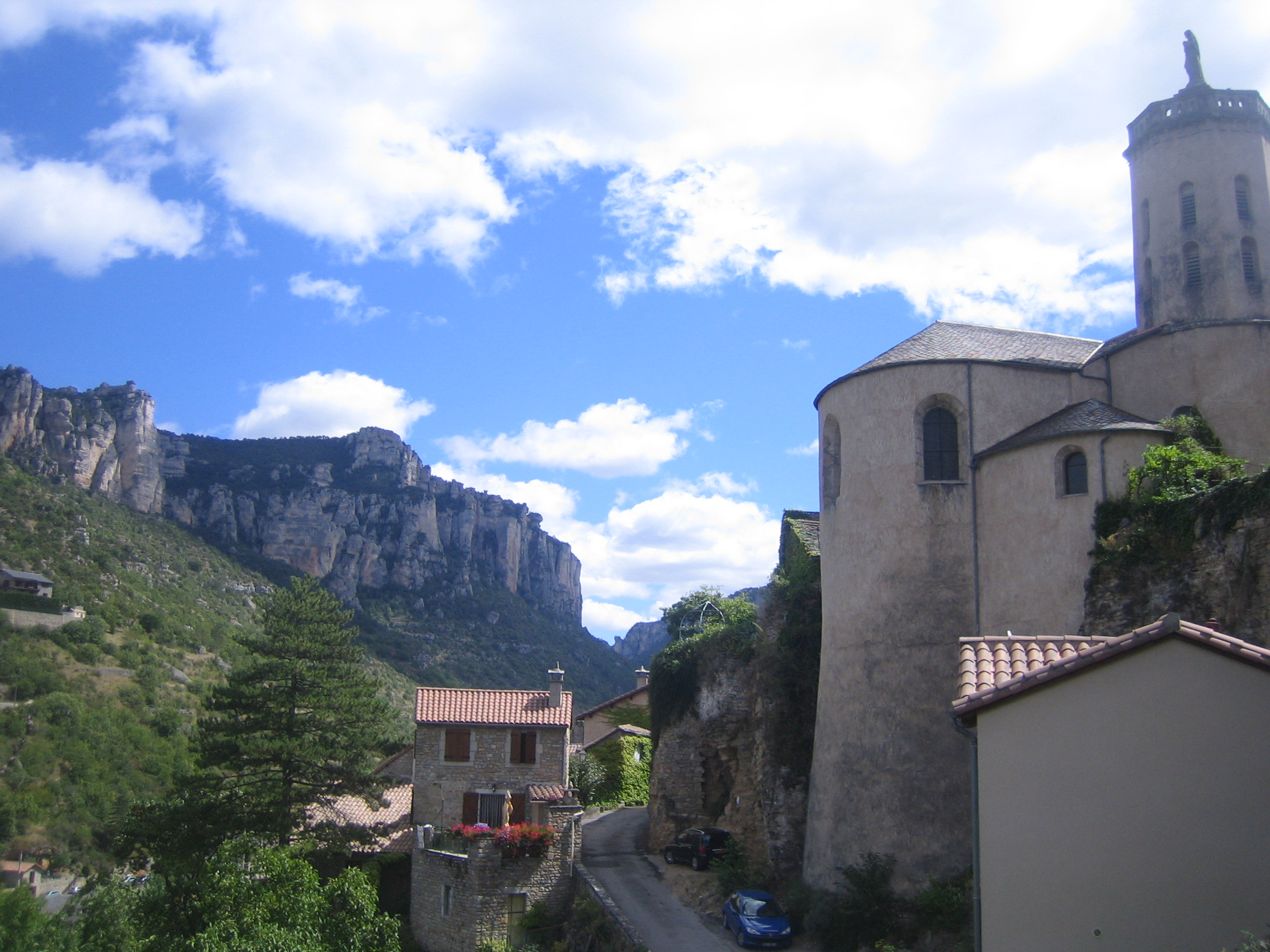
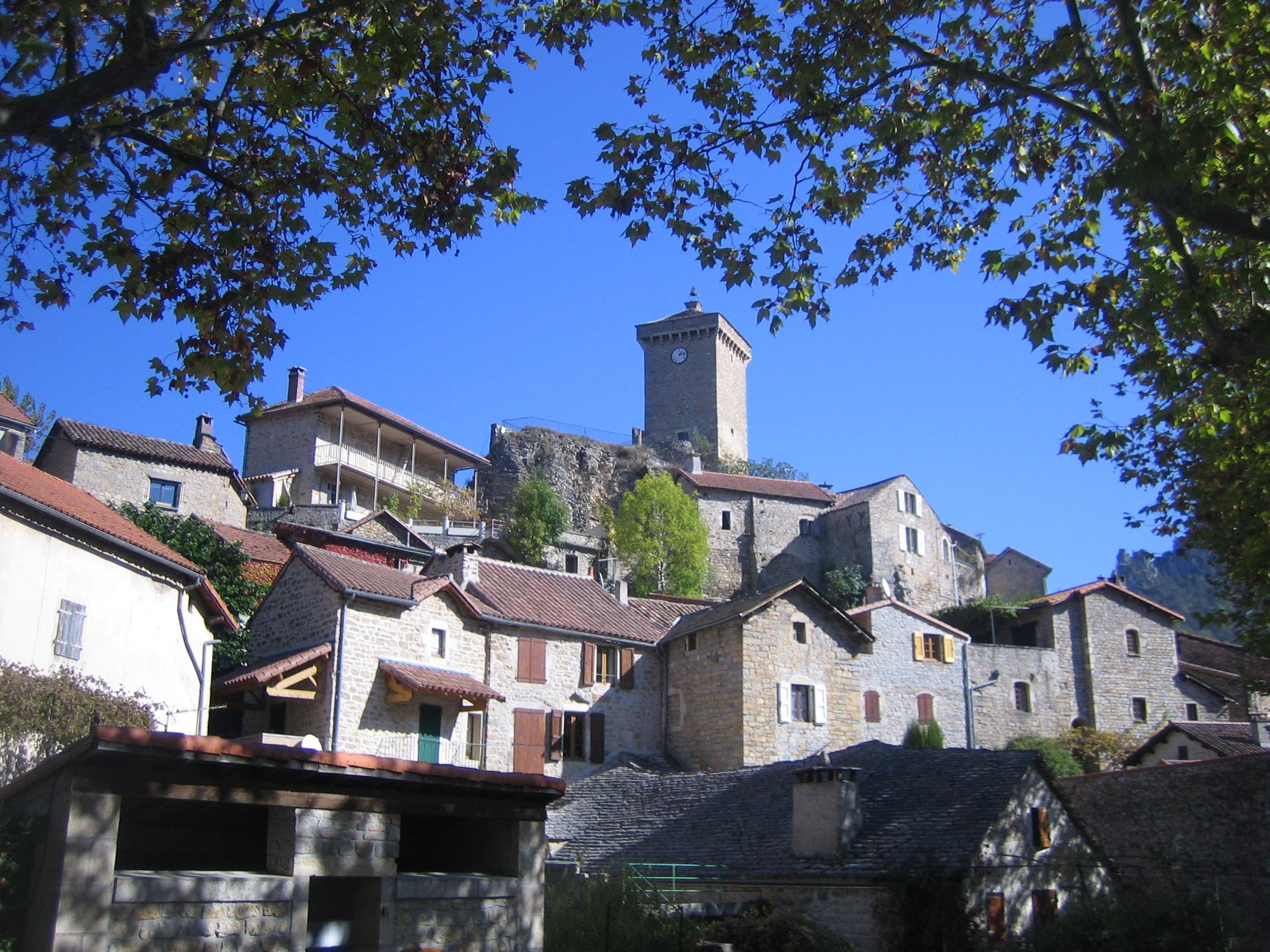
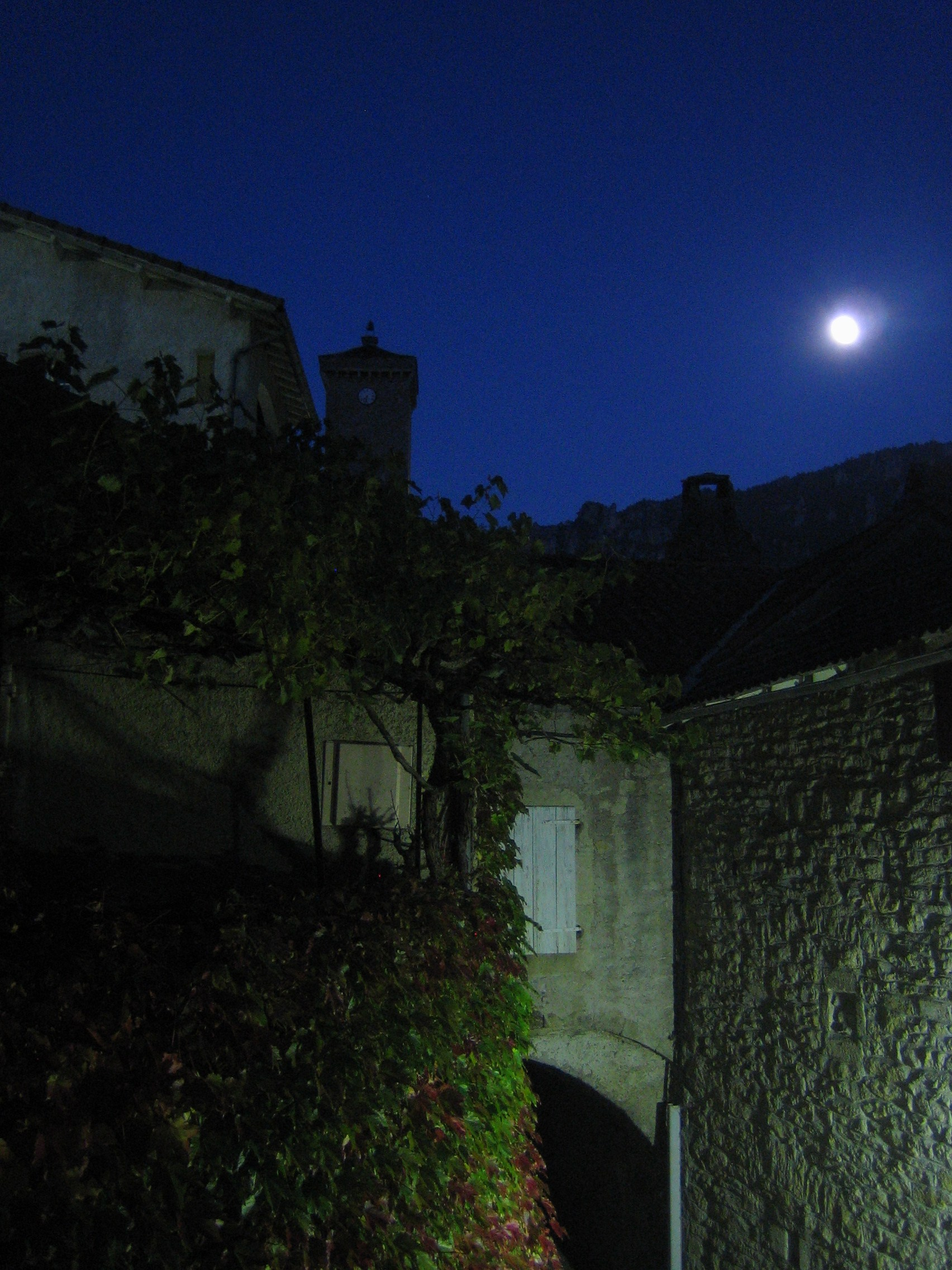
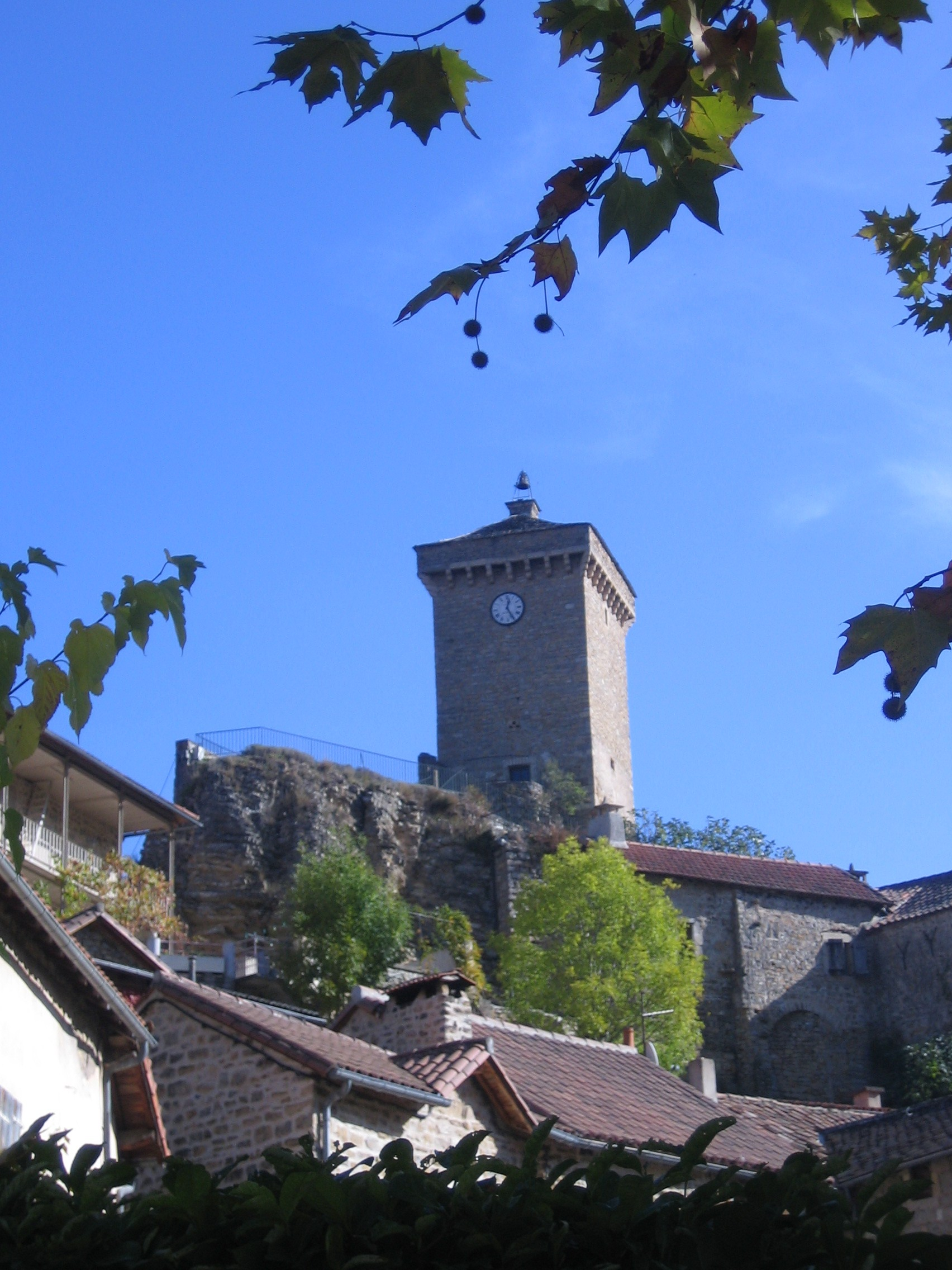
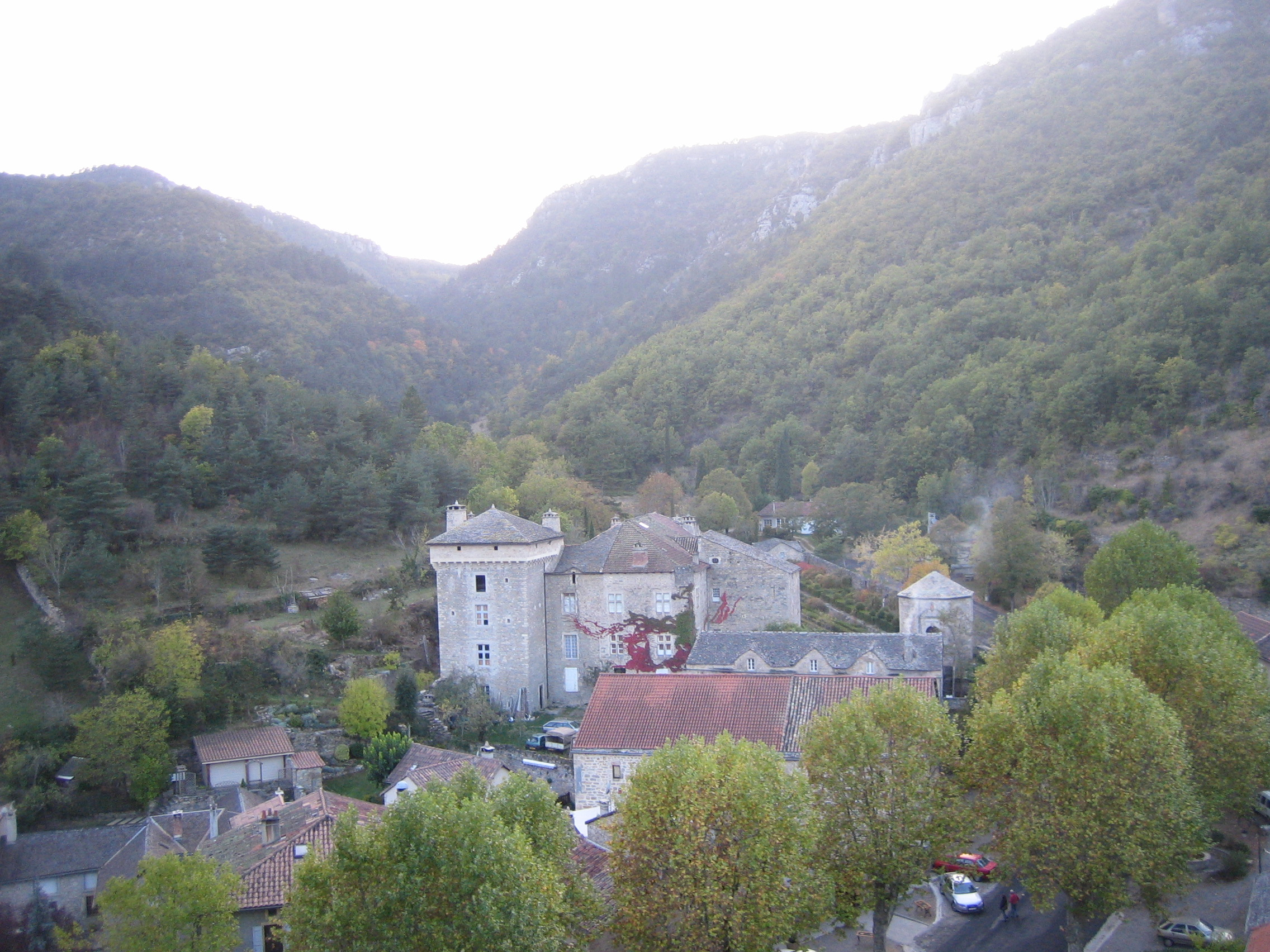
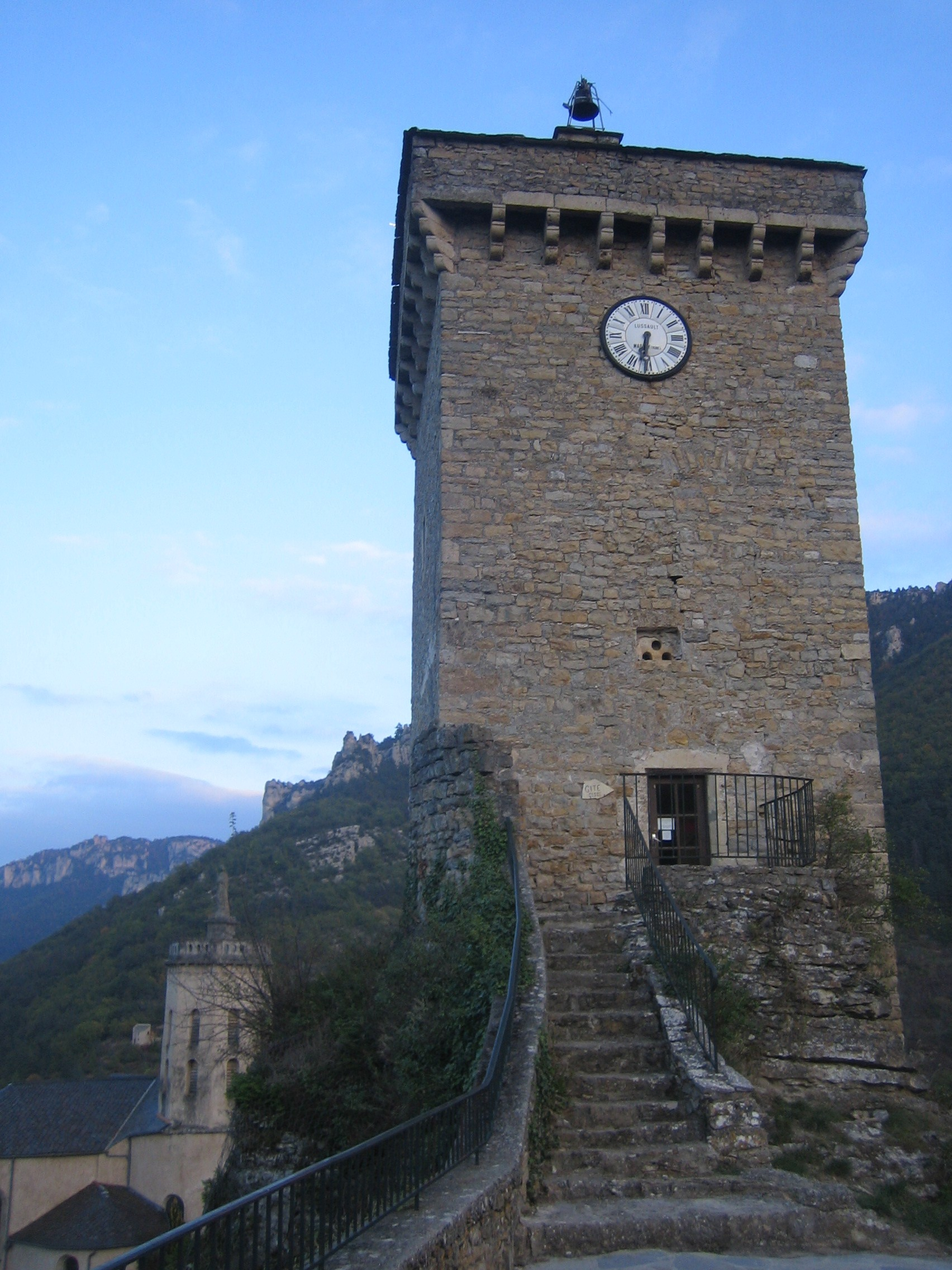
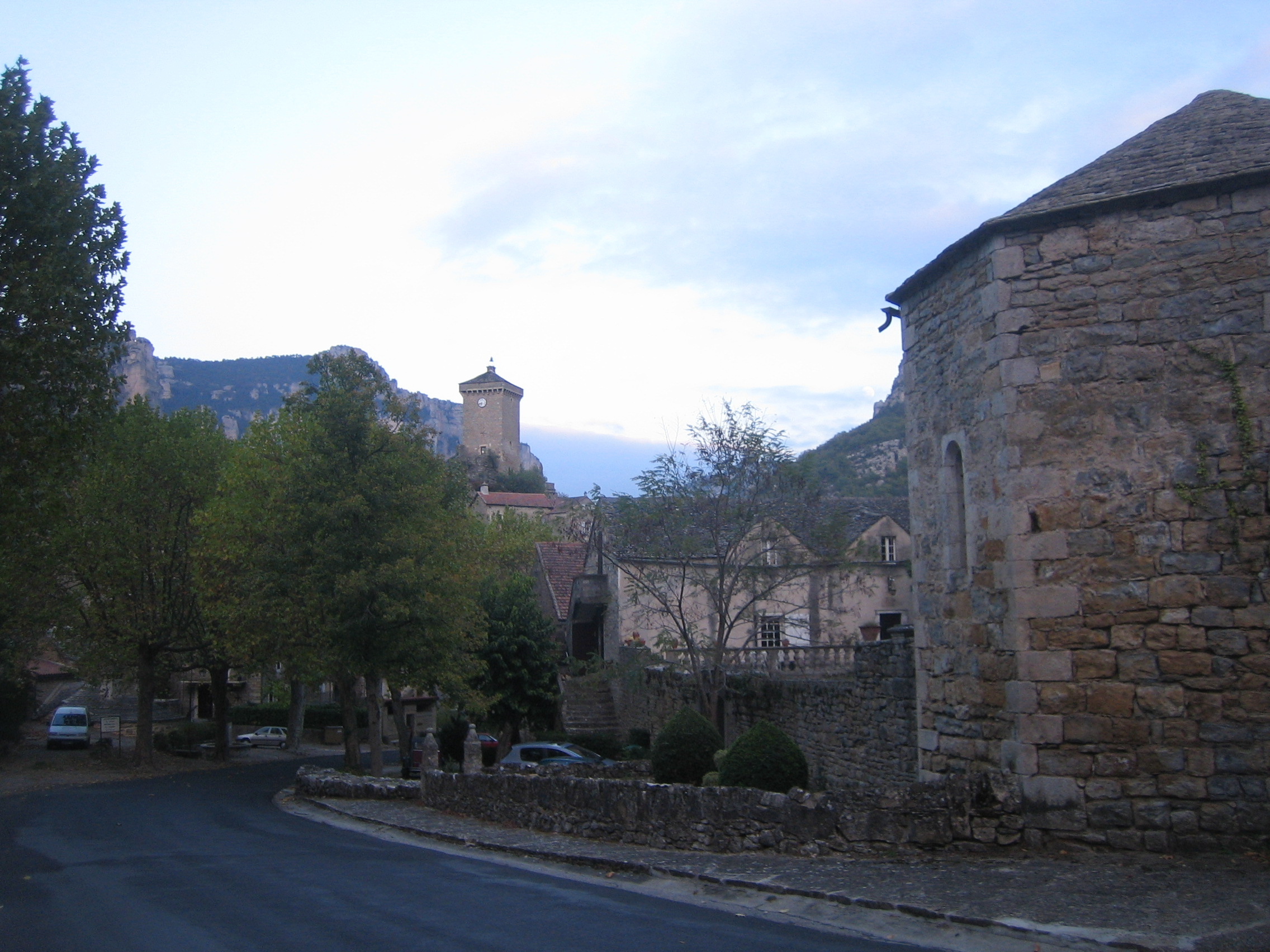
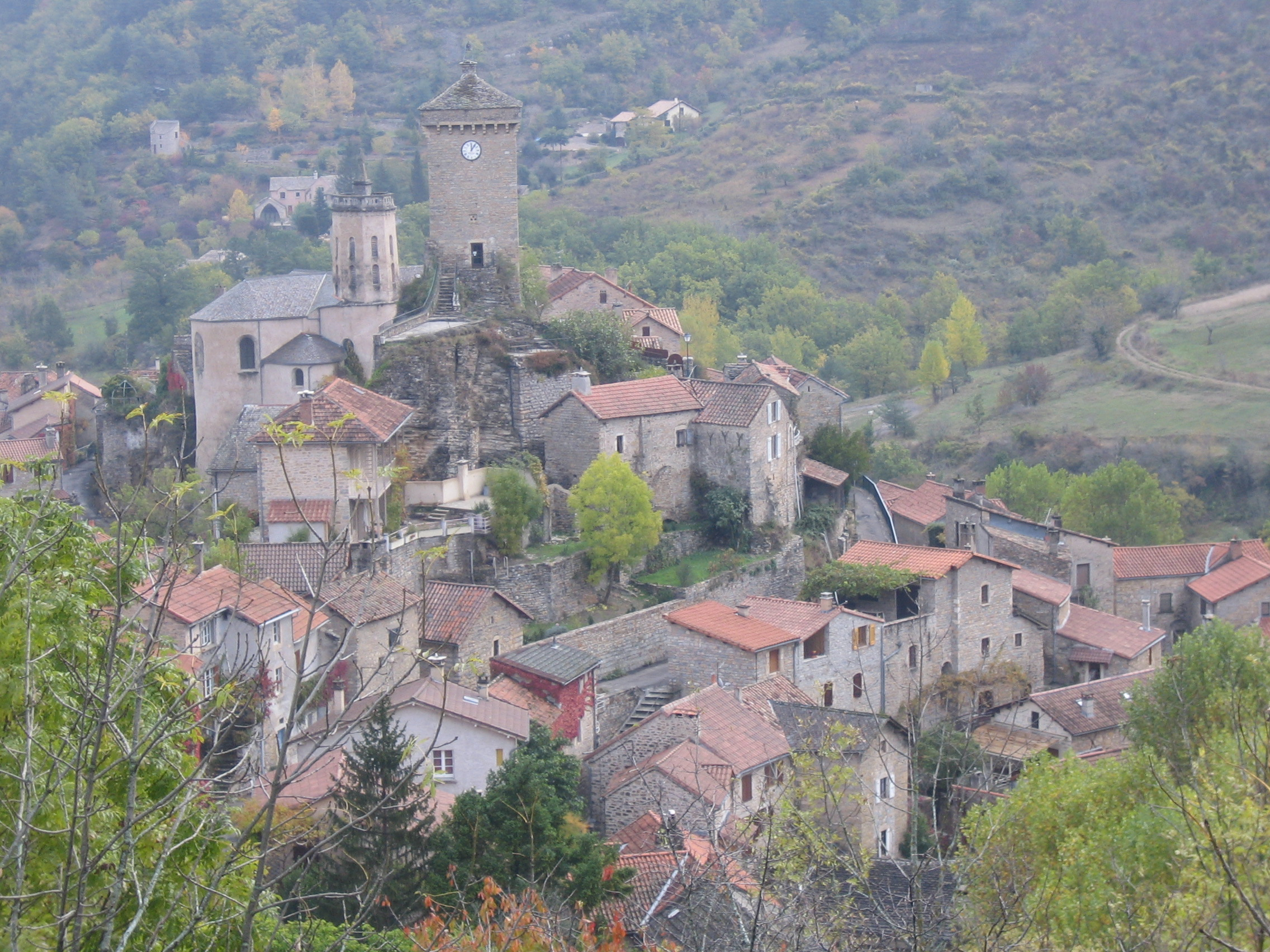
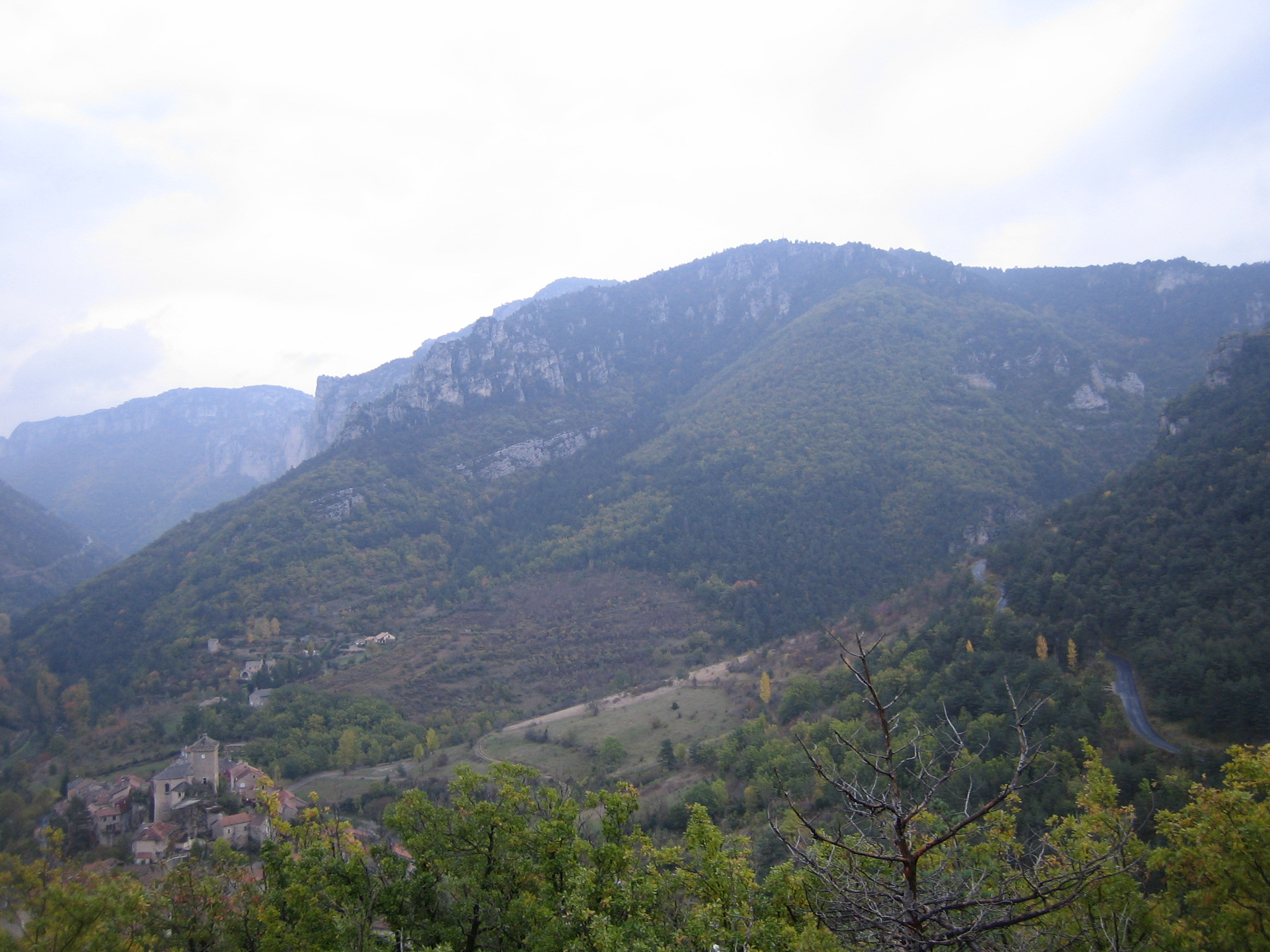
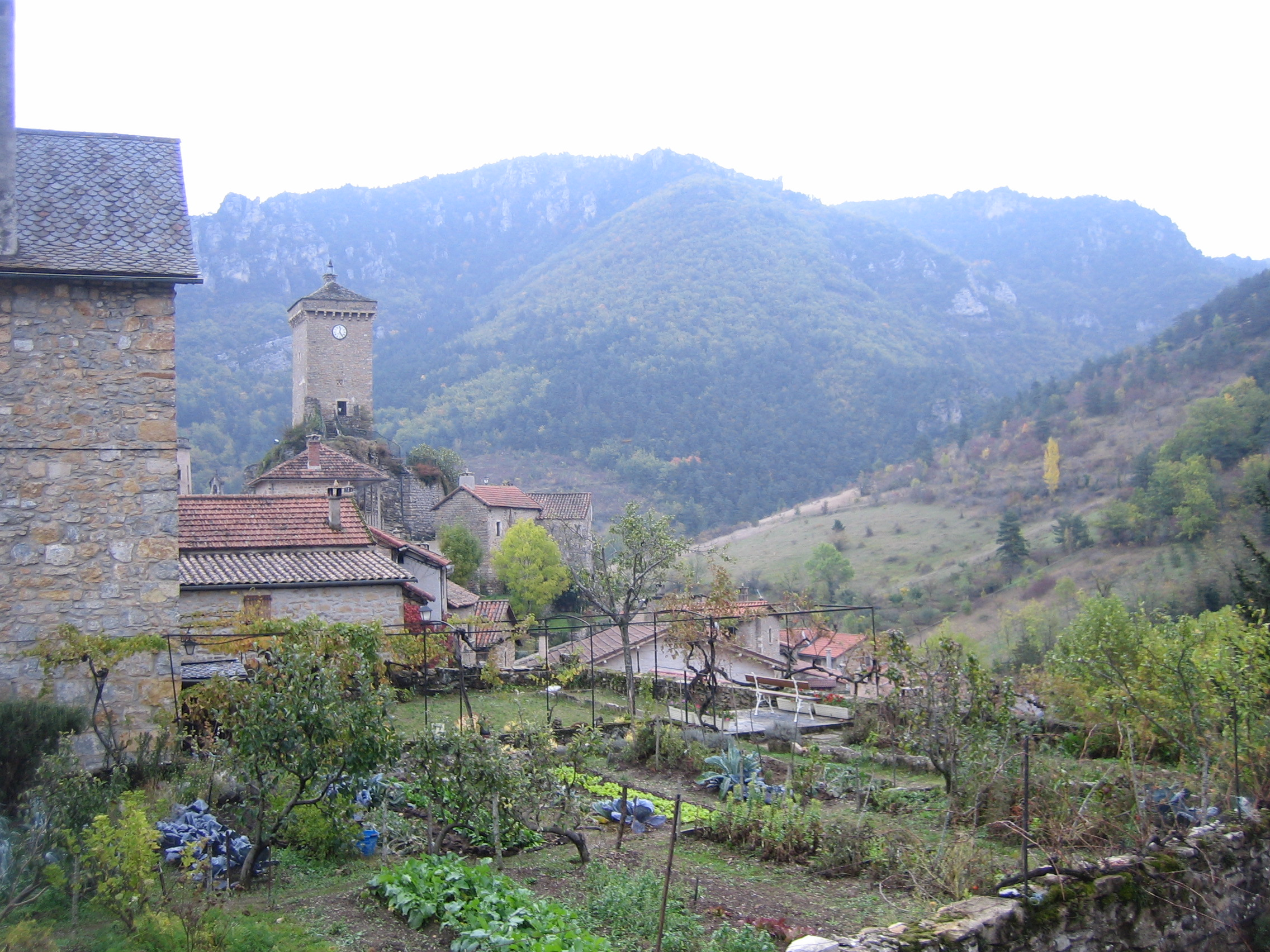
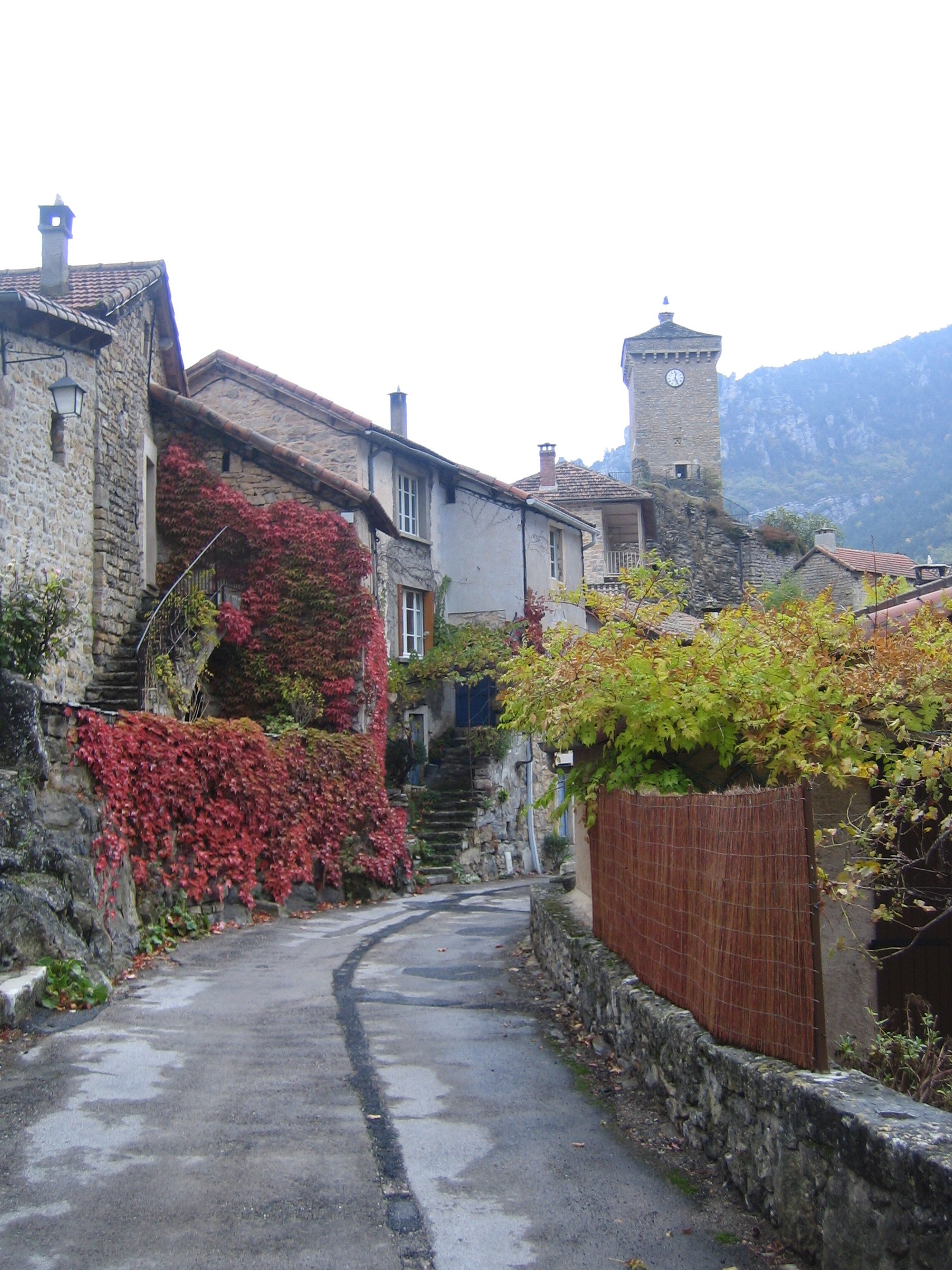
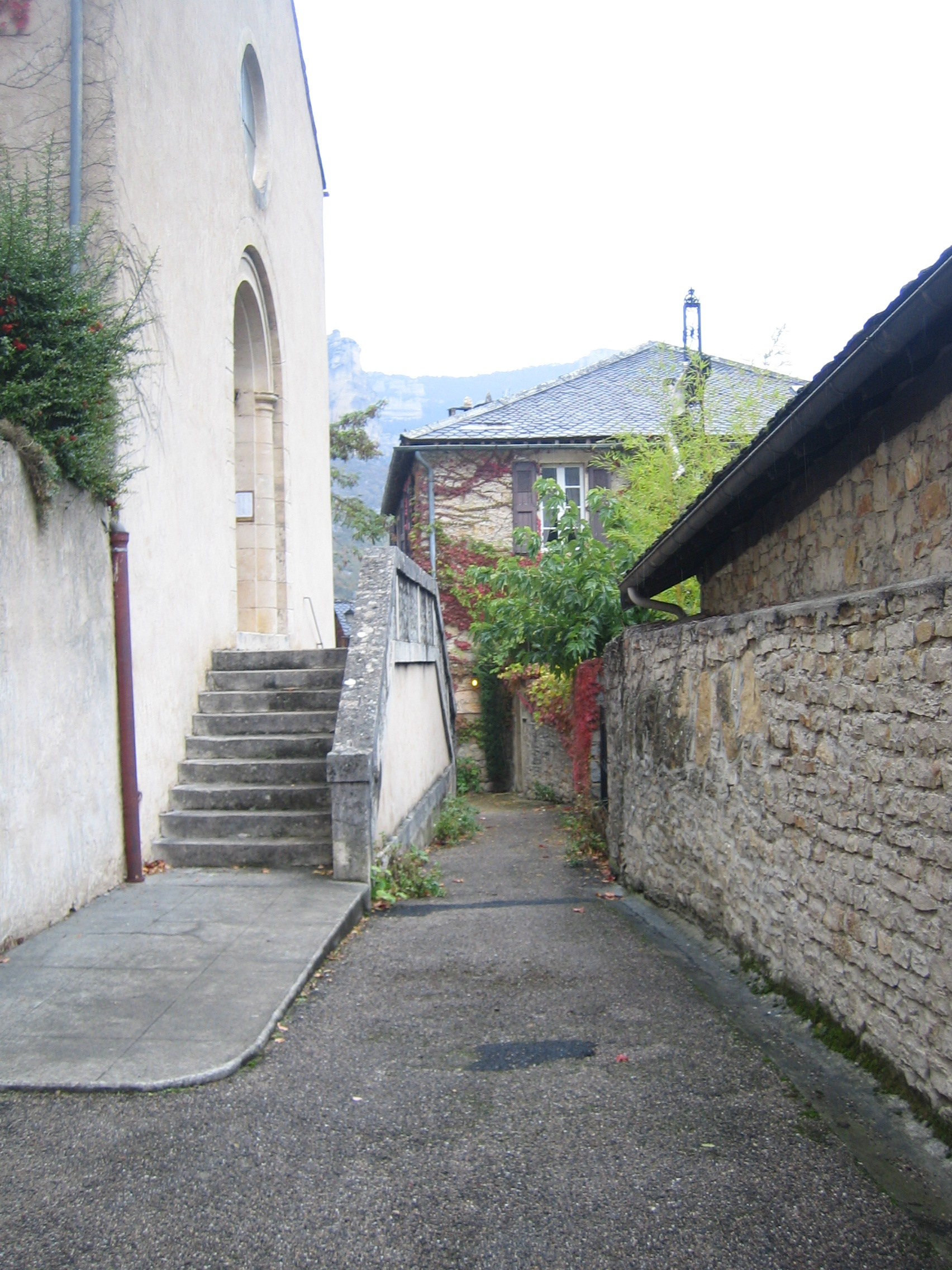
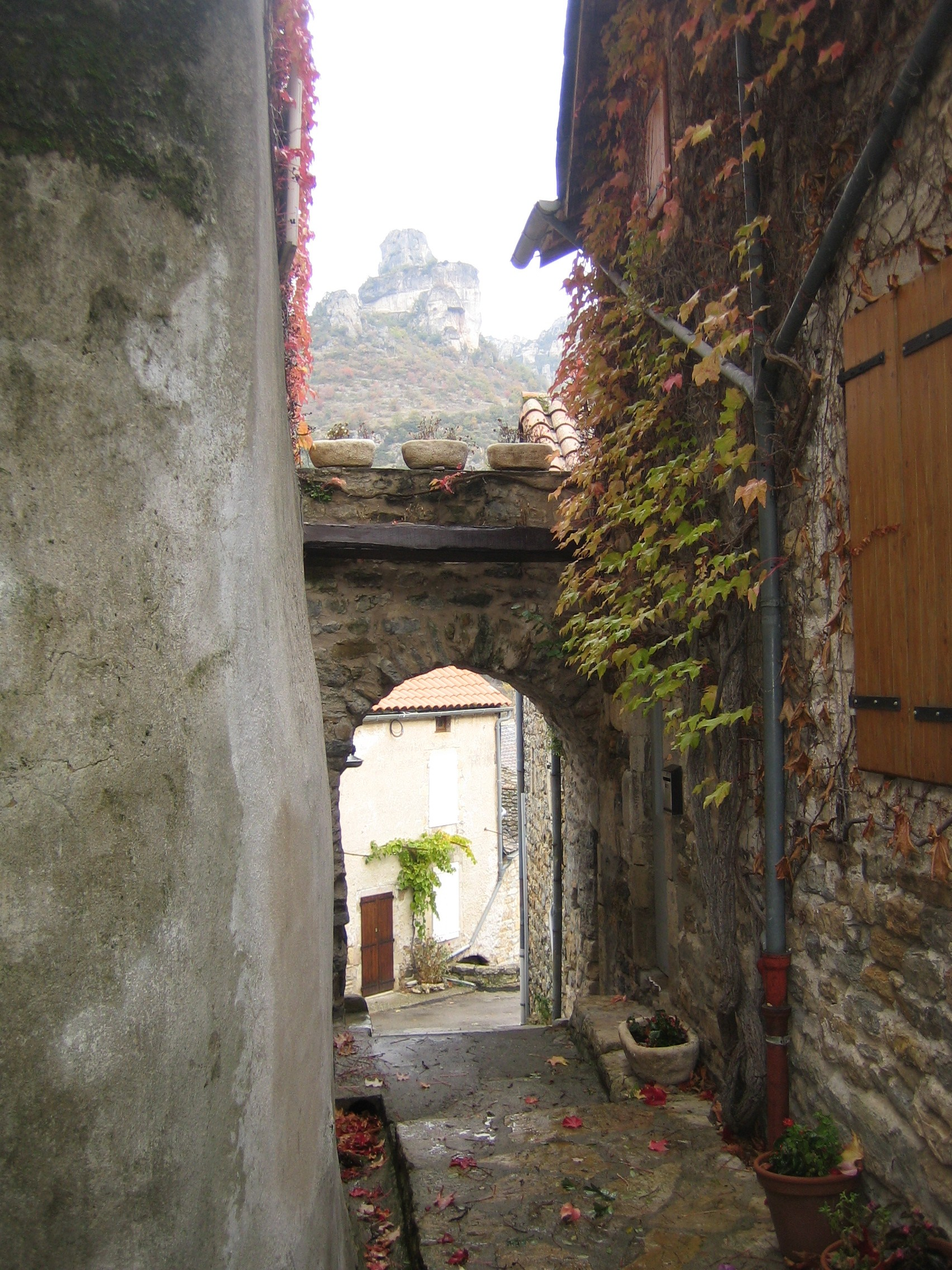
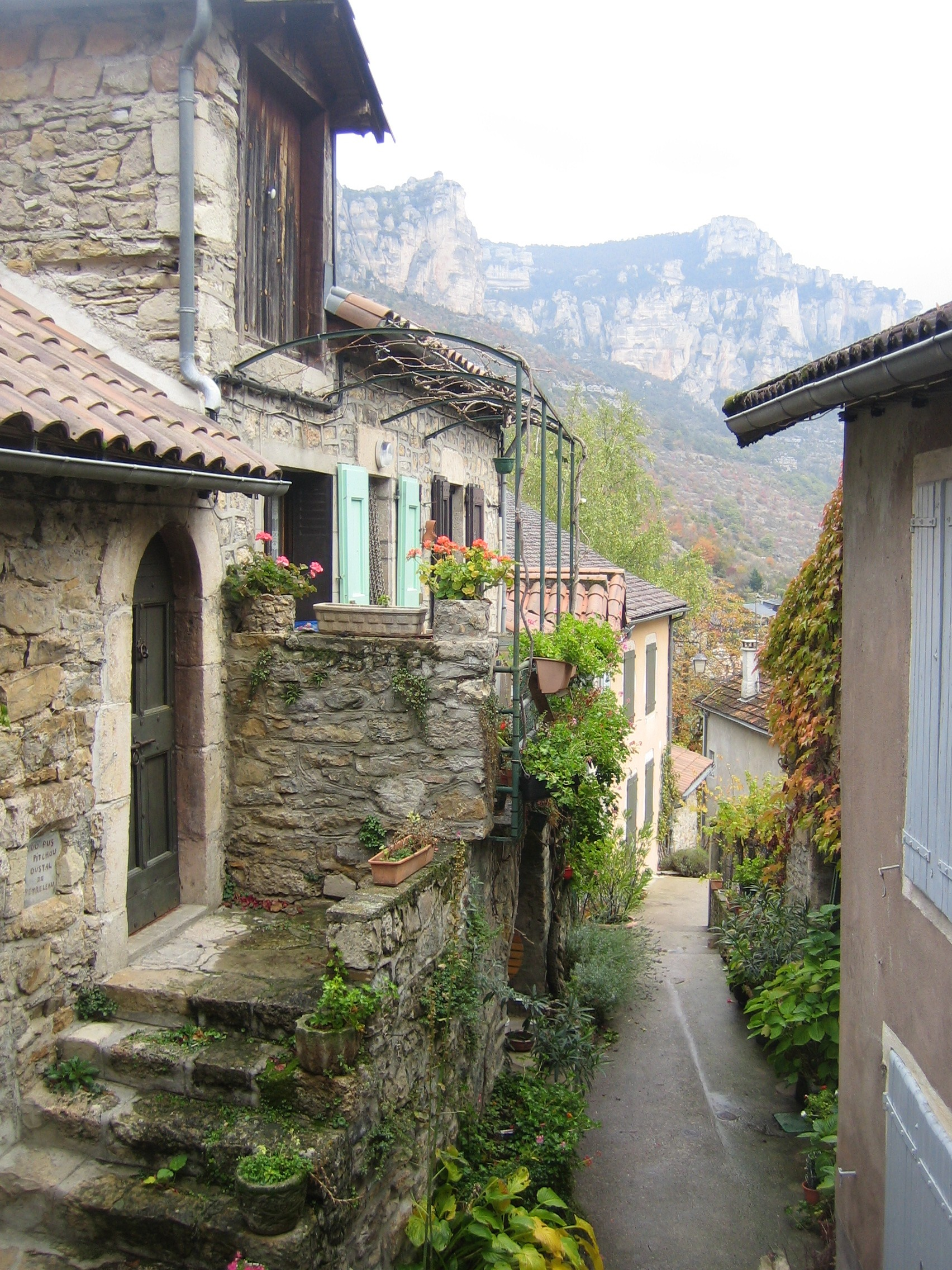
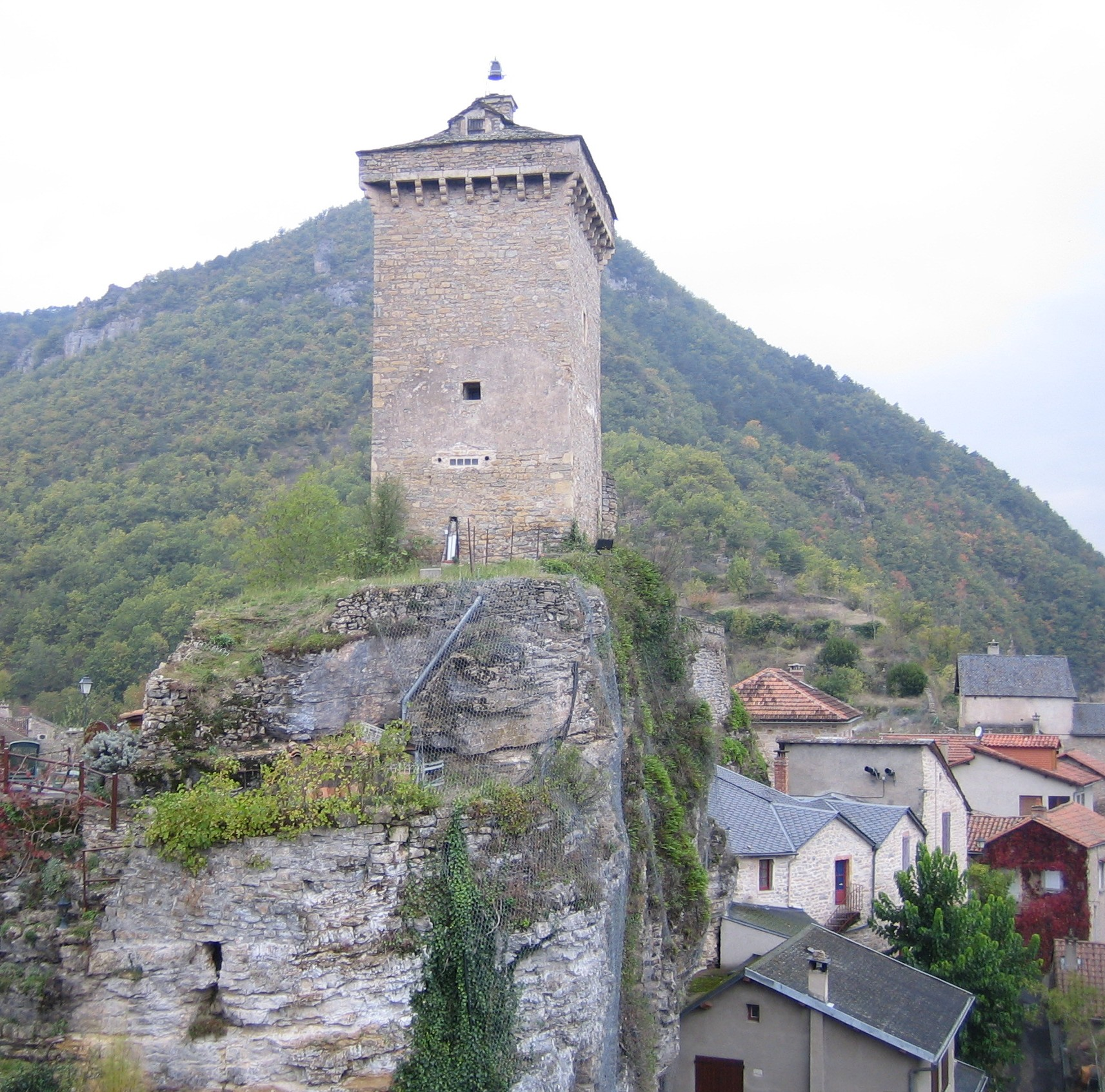